# Cryptocephalus stragula
Cryptocephalus stragula es una especie de insecto coleóptero de la familia Chrysomelidae.
Fue descrita científicamente en 1794 por Rossi.